# کنیچی ساساکی
کنیچی ساساکی (انگلیسی: Kenichi Sasaki؛ زادهٔ ۲۱ ژانویهٔ ۱۹۵۰) بازیکن هندبال اهل ژاپن بود.